# Cshö Minsik
Cshö Minsik (hangul: 최민식, handzsa: 崔岷植, RR: Choi Min-sik; 1962. április 27.–) dél-koreai színész, leghíresebb filmjei közé tartozik a Süri (Swiri) (1999), az Oldboy (2003) és a The Admiral: Roaring Currents (2014). Szong Ganghóval (Song Gang-hóval) és Szol Gjonggu (Sol Gyeong-gu)val együtt a dél-koreai filmművészet legkiemelkedőbb színészei között tartják számon otthon és külföldön is.

## Élete és pályafutása
Harmadik osztályos korában tuberkulózissal diagnosztizálták, és az orvosok nem tudtak segíteni rajta. A színész saját elmondása szerint a hegyekben töltött egy hónap gyógyította ki a betegségből.
A Tongguk (Dongguk) Egyetem színművészet szakán végzett, majd színházban játszott. Első szerepeit Pak Csongvon (Park Jong-won) filmjeiben játszotta, mint például a Kuro Arirang vagy az Our Twisted Hero. Emellett továbbra is játszott színpadon, valamint televíziós sorozatokban, mint a The Moon of Seoul.
1997-ben Szong Nunghan (Song Neung-han) No. 3 című filmjében nyomozót alakított, majd elvállalt egy szerepet Kim Dzsiun (Kim Ji-un) The Quiet Family című első filmjében. Az igazi sikert számára az 1999-ben bemutatott Süri (Swiri) című film hozta meg, amelyben észak-koreai ügynököt alakított. A film nem csak kritikai sikert aratott, de a kasszáknál is kiemelkedően teljesített. Cshö (Choi)t a Grand Bell Awardson a legjobb színész díjával jutalmazták. Ugyanebben az évben a Hamletben játszott színpadon, majd a Happy End című filmben egy megcsalt férjet alakított. 2001-ben a hongkongi színésznő, Cecilia Cheung oldalán a Failan című filmdrámában szerepelt.
2002-ben Csang Szungop (Jang Seung-eop) Csoszon (Joseon)-kori festőt alakította Im Gvonthek (Im Gwon-taek) Cshihvaszon (Chihwaseon) című alkotásában, melyet Cannes-ban is díjaztak. 2003-ban Pak Cshanuk (Park Chan-uk) Oldboy című filmje nem csak hazájában, de külföldön is népszerűvé tette. Ezt követően a Springtime című filmben trombitást, a Crying Fistben egykori bokszolót, a Sympathy for Lady Vengeance-ben pedig gyerekgyilkost alakított.
2005-ben Kang Uszok (Kang U-seok) rendező megvádolta Cshö (Choi)t és Szong Ganghót (Song Gang-hót) azzal, hogy aránytalanul sok pénzt kérnek a szerepeikért. A rendező később bocsánatot kért.
2006-ban több színésztársával együtt tiltakozott Szöulban és a cannes-i fesztiválon a dél-koreai kormány döntése ellen, mely 146-ról 73 napra csökkentette a koreai filmek vetítési kvótáját az Egyesült Államokkal kötött szabadkereskedelmi egyezmény keretében. Tiltakozásképp nem fogadta el a Kulturális Érdemrendet, kijelentve, hogy a kvóta megfelezése a koreai film halálával egyenértékű, ezért az egykor büszkeséget jelentő érdemrendet inkább szégyenletesnek érzi.
A következő négy évben önkéntes száműzetésbe vonult, részben a kvóta miatti tiltakozásul, részben pedig mert a producerek nem nagyon akarták szerződtetni a szókimondó és politikailag is aktív színészt. Filmezés helyett újra színpadon játszott, 2007-ben a The Pillowmanben szerepelt.
2009-ben tért vissza a filmekhez, Cson Szuil (Jeon Su-il) Himalaya, Where the Wind Dwells című művészfilmjében, ahol ő volt az egyedüli koreai szereplő a helyi tibeti színészek mellett. 2010-ben Kim Dzsivon (Kim Jiwon) Angmarul poattajében egy sorozatgyilkost személyesített meg, és bár a filmet kritizálták a kendőzetlen erőszak miatt, Cshö (Choi) alakítását dicsérték a kritikusok.
2011-ben a A tyúk, aki repülésről álmodott című animációs filmhez kölcsönözte a hangját. A film minden idők legsikeresebb koreai animációs filmje. 2012-ben a Nameless Gangster: Rules of the Time című filmben újabb negatív hőst alakított, kritikai és boxoffice-sikerrel. 2013-ban az Egy új világban rendőrnyomozót alakított, ez a film is elnyerte mind a kritikusok, mind a nézők tetszését.
2014-ben Luc Besson Lucy című filmjében szerepelt Scarlett Johanssonnal és Morgan Freemannel. Ezt egy hazai sikerfilm, a The Admiral: Roaring Currents követte, melyben I Szunsin (Yi Sun-sin) tábornokot alakította. Ez a koreai filmtörténet legsikeresebb alkotása, az első hazai film, amelyik átlépte a 15 milliós nézőszámot és a százmillió dolláros bevételt.

## Filmográfia

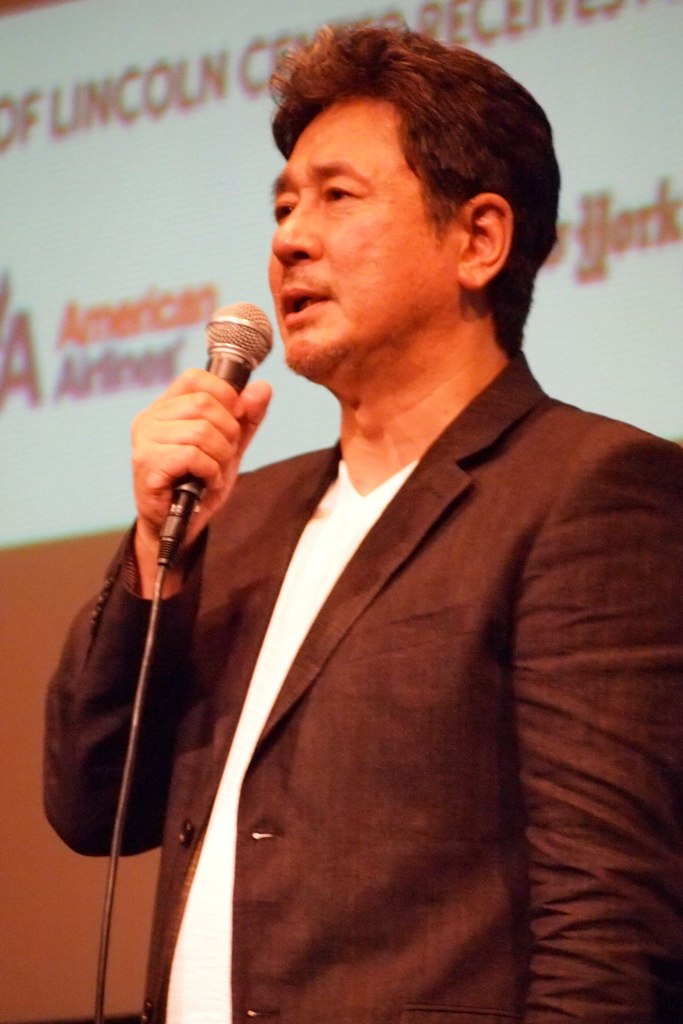
Cshö Minsik (Choi Min-sik) a New York Asian Film Festivalon 2012-ben

### Filmek
- Astronomy (2019)
- The Underdog (2018)
- Heart Blackened (2017)
- The Mayor (2017)
- Old Days (2016)
- A Tigris: Egy vadász legendája (2015)
- The Admiral: Roaring Currents (2014)
- Lucy (2014)
- In My End Is My Beginning (2013) - cameo
- Egy új világ (New World; 2013)
- Nameless Gangster: Rules of the Time (2012)
- A tyúk, aki repülésről álmodott (Leafie, A Hen into the Wild; 2011)
- Angmarul poatta (2010)
- Himalaya, Where the Wind Dwells (2009)
- Sympathy for Lady Vengeance (2005)
- Crying Fist (2005)
- Springtime (2004)
- Harcosok szövetsége (Taegukgi; 2004) - cameo
- Oldboy (2003)
- Cshihvaszon (Chihwaseon) (2002)
- Failan (2001)
- Happy End (1999)
- Süri (Swiri) (1999)
- The Quiet Family (1998)
- No. 3 (1997)
- Mom, the Star, and the Sea Anemone (1995)
- Sara is Guilty (1993)
- May Our Love Stay This Way (1992)
- Our Twisted Hero (1992)
- That Which Falls Has Wings (1990)
- Kuro Arirang (1989)

### Televíziós sorozatok
- Love and Separation (MBC, 1997)
- Miss and Mister (SBS, 1997)
- Dad Is the Boss (SBS, 1996)
- Their Embrace (MBC, 1996)
- The Fourth Republic (MBC, 1995)
- Till We Meet Again (SBS, 1995)
- The Last Lover (MBC, 1994)
- The Moon of Seoul (MBC, 1994)
- Sun and Moon  (KBS2, 1993)
- The Burning River (MBC, 1993)
- Sons and Daughters (MBC, 1992)
- The Beloved (KBS1, 1992)
- Years of Ambition (KBS2, 1990)

## Díjai és elismerései
- 2017 Korea Film Actors Association Awards: Topsztár-díj (Heart Blackened)
- 2015 Paeksang Arts Awards: Nagydíj (film) (The Admiral: Roaring Currents)
- 2015 Max Movie Awards: Legjobb színész (The Admiral: Roaring Currents)
- 2015 KOFRA Film Awards: Legjobb színész (The Admiral: Roaring Currents)
- 2014 Grand Bell Awards: Legjobb színész (The Admiral: Roaring Currents)
- 2014 Korean Association of Film Critics Awards: Legjobb színész (The Admiral: Roaring Currents)
- 2014 Asia Star Awards: Actor of the Year (The Admiral: Roaring Currents)
- 2013 KOFRA Film Awards:  Legjobb színész (Nameless Gangster: Rules of the Time)
- 2012 Blue Dragon Film Awards: Legjobb színész (Nameless Gangster: Rules of the Time)
- 2012 Asia Pacific Screen Awards: Legjobb színész (Nameless Gangster: Rules of the Time)
- 2012 Buil Film Awards: Legjobb színész (Nameless Gangster: Rules of the Time)
- 2010 Director's Cut Awards: Legjobb színész (Angmarul poatta)
- 2005 Fantasia Festival: Legjobb színész (Crying Fist)
- 2005 The Village Voice Annual Film Critics Poll: Legjobb teljesítmény, #40 (Oldboy)
- 2004 Director's Cut Awards: Legjobb színész (Oldboy)
- 2004 Asia Pacific Film Festival: Legjobb színész (Oldboy)
- 2004 Max Movie Awards: Legjobb színész (Oldboy)
- 2004 Korean Film Awards: Legjobb színész (Oldboy)
- 2004 Chunsa Film Art Awards: Legjobb színész (Oldboy)
- 2004 Grand Bell Awards: Legjobb színész (Oldboy)
- 2004 Paeksang Arts Awards: Legjobb színész (Oldbo)
- 2003 Golden Cinematography Awards: Legjobb színész (Oldboy)
- 2003 Korean Association of Film Critics Awards: Legjobb színész (Oldboy)
- 2003 Blue Dragon Film Awards: Legjobb színész (Oldboy)
- 2001 Director's Cut Awards: Legjobb színész (Failan)
- 2001 Korean Association of Film Critics Awards: Legjobb színész (Failan)
- 2001 Blue Dragon Film Awards: Legjobb színész (Failan)
- 2001 Busan Film Critics Awards: Legjobb színész (Failan)
- 2001 Deauville Asian Film Festival: Legjobb színész (Failan)
- 2000 Asia Pacific Film Festival: Legjobb színész (Happy End)
- 1999 Director's Cut Awards: Legjobb színész (Süri (Shiri), Happy End)
- 1999 Grand Bell Awards: Legjobb színész (Süri)
- 1999 Paeksang Arts Awards: Legjobb színész (Süri)
- 1998 Golden Cinematography Awards: Legnépszerűbb színész
- 1997 Seoul Theater Festival: Legjobb színész (Taxi Driver)
- 1992 Asia Pacific Film Festival: Legjobb férfi mellékszereplő (Our Twisted Hero)
- 1990 KBS Drama Awards: Legjobb új színész (Years of Ambition)

## Fordítás
Ez a szócikk részben vagy egészben  a   Choi Min-sik című angol Wikipédia-szócikk ezen változatának fordításán alapul.  Az eredeti cikk szerkesztőit annak laptörténete sorolja fel. Ez a jelzés csupán a megfogalmazás eredetét és a szerzői jogokat jelzi, nem szolgál a cikkben szereplő információk forrásmegjelöléseként.